# Kevin Benavídes
Pour les articles homonymes, voir Benavides.
Kevin Benavídes, né le 9 janvier 1989 à Salta, est un pilote moto argentin spécialisé en rallye-raid. Il remporte le Rallye Dakar 2021 en devenant le premier Sud-américain victorieux de l'épreuve. Il décroche une deuxième victoire en 2023 avec un écart inédit de 43 secondes sur Toby Price.

## Biographie
Il est le frère de Luciano Benavídes, également pilote moto de rallye-raid de niveau mondial.
Ancien pilote de l'équipe Monster Energy Honda Racing avec qui il remporte le Rallye Dakar 2021, il s’engage en avril 2021 dans le team Red Bull KTM Factory Racing avec pour objectifs le Championnat du Monde FIM des Rallyes tout-terrain et le Dakar sur une moto KTM 450 RALLY. 
Kevin Benavídes remporte son deuxième Dakar en 2023 avec seulement 43 secondes d'avance sur Toby Price en s'emparant de la tête du classement général lors de la dernière spéciale,.

## Palmarès

### Résultats au Rallye Dakar
| Année | Categorie | Marque              | Position       | Victoires d'etapes |
| ----- | --------- | ------------------- | -------------- | ------------------ |
| 2016  | Moto      | Honda CRF 450 RALLY | 4e             | 1                  |
| 2018  | Moto      | Honda CRF 450 RALLY | 2e             | 1                  |
| 2019  | Moto      | Honda CRF 450 RALLY | 5e             | -                  |
| 2020  | Moto      | Honda CRF 450 RALLY | 19e            | 1                  |
| 2021  | Moto      | Honda CRF 450 RALLY | Vainqueur      | 2                  |
| 2022  | Moto      | KTM                 | 100e           | 1                  |
| 2023  | Moto      | KTM                 | Vainqueur      | 2                  |
| 2024  | Moto      | KTM                 | 4e             | 3                  |
| 2025  | Moto      | KTM                 | Abd. (Étape 6) | -                  |

### Résultats enChampionnat du monde de rallye tout-terrainFIM
| Année | Moto  | Courses | Victoires | Podiums | Points | Position |
| ----- | ----- | ------- | --------- | ------- | ------ | -------- |
| 2015  | Honda | 1       | 0         | 0       | 16     | 18e      |
| 2016  | Honda | 3       | 0         | 1       | 36     | 9e       |
| 2017  | Honda | 5       | 1         | 3       | 97     | 2e       |
| 2018  | Honda | 4       | 1         | 2       | 56     | 6e       |
| 2019  | Honda | 4       | 0         | 0       | 75     | 3e       |
| 2021  | KTM   | 1       | 0         | 0       | 9      | 18e      |

### Victoires et podiums en rallye-raid
| Épreuve                    | Victoires | Podiums                           |
| -------------------------- | --------- | --------------------------------- |
| Desafio Ruta 40            | 2         | x2 (2016, 2017)                   |
| Atacama Rally              | 1         | x1 (2018) · x1 (2017) · x1 (2016) |
| Desafio Guarani            | 1         | x1 (2015)                         |
| Andalucia Rally (en)       | 1         | x1 (2020) · x1 (2022)             |
| Rallye du Maroc            | 0         | x1 (2017)                         |
| Abu Dhabi Desert Challenge | 0         | x1 (2018)                         |

### Autres résultats
- 4e au Rallye-raid du Maroc 2015